# لئوپولد فون لدبور
لئوپولد فون لدبور (آلمانی: Leopold von Ledebur؛ ‏ ۱۸ مهٔ ۱۸۷۶ – ۲۲ اوت ۱۹۵۵) یک هنرپیشه اهل آلمان بود.
از فیلم‌هایی که وی در آن نقش داشته است، می‌توان به روبرت کخ، کمدین‌ها، کارمن و کشتی در معرض خطر غرق‌شدگی اشاره کرد.